# Pomarea
Pomarea là một chi chim trong họ Monarchidae.